# 小行星25511
小行星25511（25511 Annlipinsky）是一颗绕太阳运转的小行星，为主小行星带小行星。该小行星于1999年12月19日发现。

## 轨道参数
小行星25511的轨道半长轴为344 958 197 km，2.3058703 UA，离心率为0.075。